# ستسوئو ایتو
ستسوئو ایتو (انگلیسی: Setsuo Itō؛ زادهٔ ۱۸ مارس ۱۹۹۱) بازیگر اهل ژاپن است.